# Like Flesh
Like Flesh ist eine Kammeroper in einem Akt von Sivan Eldar (Musik) mit einem Libretto von Cordelia Lynn, das von den Metamorphosen des Ovid inspiriert ist. Sie wurde am 21. Januar 2022 in der Opéra de Lille uraufgeführt.

## Handlung
Die Handlung spielt im Wald und in einem Haus im Wald.
Szene 1 „Was der Wald wusste“. Die Stimmen der Bäume erzählen von ihrem Wissen über die Veränderungen in der Natur und die Ausbreitung des Lebens. Ihre Wurzeln „wachsen singend in den Spalten“.
Szene 2 „Die Vögel kommen nicht mehr hierher“. Ein Förster und seine Frau, beide um die 60 Jahre alt, erläutern ihre unterschiedlichen Vorstellungen vom Wald. Während dem Förster die Bäume lediglich der Ernte dienen und nach kaufmännischen Prinzipien verwaltet werden, sehnt sich die Frau nach der Natur. Sie konnte es nicht ertragen, als die Vögel und Insekten verschwanden. Eine bei ihnen lebende Studentin berichtet von einem Waldbrand und den dabei verendenden Tieren. Die Frau zeigt Mitgefühl für ihr Leid. Sie erzählt von einem Traum, in dem ihr Haus von Efeu überwuchert und durchdrungen wurde. Während der Förster ihn für einen Albtraum hält, findet die Studentin den Gedanken wunderschön. Sie geht zurück in den Wald. Das Försterpaar beneidet die Studentin um ihre Leidenschaft, die sie selbst längst verloren haben.
Szene 3 „Was die Bäume taten“. Der Wald sieht seinen eigenen Untergang durch die zunehmende Naturzerstörung voraus.
Szene 4 „Die Farbe Rot“. Bei der Arbeit im Wald erklärt die Studentin der Frau die Sprache der Bäume. Die Frau erzählt von einem Traum, in dem die Welt wie ein Ei aufbrach, aus dem die Studentin nicht wie Dotter, sondern wie Fleisch herausquoll und die ganze Welt bedeckte. Die beiden beobachten den Förster beim Markieren der zu fällenden Bäume. Die Studentin verspricht, solange zu bleiben, wie die Frau möchte.
Szene 5 „Lehren aus der Güte“. Die Frau fragt ihren Mann nach den Gefühlen der Bäume, wenn er sie fällt. Der Förster reagiert darauf mit Unverständnis. Als die Studentin die Frau bittet, sie in den Wald zu begleiten, bittet er sie, bei ihm zu bleiben. Sie jedoch folgt der Studentin. Die Gedanken des Försters wenden sich wieder seiner Arbeit zu. Gefühle interessieren ihn nicht.
Szene 6 „Was der Mensch tat“. Die Bäume erzählen von ihrer Begegnung mit einem Holzfäller. Als sie die Axt erblickten, hatten sie voller Freude ausgerufen, dass der Griff einer von ihnen sei.
Szene 7 „Der dritte Traum“. Die Frau und die Studentin genießen gemeinsam die Natur im Wald. Die Frau erzählt von einem Traum, in dem sie unter einem Felsen eine Kreatur fand, die sich in ihren Händen in eine Frau verwandelte und anschließend mit ihr verschmolz. Die Studentin und die Frau küssen sich. Dann verwandelt sich die Frau selbst in einen Baum. Er erzählt von den Insekten unter seiner Rinde, den Flechten und den Wurzelverbindungen mit den anderen Bäumen. Er wird nie wieder allein sein.
Szene 8 „Was der Mensch als nächstes tat“. Die Bäume zählen auf, welche Produkte aus ihnen hergestellt werden.
Szene 9 „Nun. Deine Frau hat sich in einen Baum verwandelt“. Der Förster erinnert sich daran, wie ihm die Studentin von der Metamorphose seiner Frau erzählte. Er habe anschließend versucht, ihr Gesicht unter der Rinde zu entdecken. Der Baum habe jedoch nur Harz geblutet, aus dem er Sirup für sein Frühstück machte. Als die Studentin seine Tätigkeit mit Mord vergleicht, entgegnet er, dass sie längst tot sein werden, wenn die Zeit reif sei, den neuen Baum zu fällen.
Szene 10 „Bedauern“. Der Förster fragt seine verwandelte Frau nach ihren Gefühlen. Sie vergleicht das Licht mit der Liebe. Der Förster vermisst sie. Sie haben schließlich vierzig Jahre zusammen gelebt. Er überlegt, wie er den Baum oder sein Holz umformen kann, um ihr wieder nahe zu kommen.
Szene 11 „Was der Wald sah“. Die Bäume erinnern sich an die Menschen (Juden und verurteilte Schwarze), die im Wald ermordet und begraben wurden.
Szene 12 „Ein Baum erinnert sich“. Die Studentin versucht, mit dem Baum ins Gespräch zu kommen. Der Wald steht kurz vor der Abholzung. Das Leben darin hat sich zurückgezogen. Der Förster kommt hinzu. Er vermisst seine Frau noch immer und leidet unter Albträumen. Er bittet die Studentin, mit ihm ins Haus zu kommen, da sie bereits Moos ansetze. Der Lärm von Abholzungsmaschinen wird hörbar. Die Studentin fragt, ob der Baum Angst habe. Sie kann die Antwort des Waldes und die abschließende Liebeserklärung des Baumes nicht verstehen, da seine Sprache zu langsam ist.
Szene 13 „Verflechtung“. Der Baum ist jetzt vollständig in den Wald integriert. Er erinnert sich daran, dass die Studentin Herzen in sein Holz schnitzte, sie anschließend aber pflegte, bis die Wunden verheilt waren.
Szene 14 „Das Verhalten des Holzes“. Die Studentin ist ins Forsthaus zurückgekehrt. Der Förster stellt fest, dass ihr Körper vom Leben im Wald gezeichnet ist. Die Studentin bedauert, dass es ihr nicht möglich war, mit dem Baum zu kommunizieren. Der Förster wirft Holz in sein Kaminfeuer. Die Studentin fragt ihn nach den Bedürfnissen eines Baumes. Er entgegnet, dass Bäume lediglich wachsen und alt werden wollen. Sie müsse daher selbst langsamer werden. Als sie ihn bittet, das Feuer zu löschen, meint er, sie müssten im Gegenteil noch mehr Holz verbrennen, da sie ihre Wildheit längst vergessen haben.
Szene 15 „Und wieder Winter“. Die Studentin versucht weiterhin, den Wald zu verstehen und mit dem Baum zu verschmelzen. Der Förster geht seiner Arbeit nach. Obwohl er mit seiner Axt viel Holz erntet, wachsen die Bäume immer wieder nach. Der Wald erklärt, dass die Natur letztlich über die Zerstörung siegen werde.

## Gestaltung
Die kammermusikalische Besetzung der Oper benötigt dreizehn Spieler mit den folgenden Instrumenten::16
- Holzbläser: eine Flöte, eine Klarinette
- Blechbläser: eine Trompete, eine Posaune
- Schlagzeug (zwei Spieler)
- Akkordeon
- Keyboards
- Streicher: zwei Violinen, eine Bratsche, ein Violoncello, ein Kontrabass

Der Text besteht aus fünfzehn kurzen Szenen, die sich bis zum gewaltsamen Ende hin fortentwickeln. Die Sprache der Charaktere ist poetisch, metaphorisch und oft narrativ. Wendungen wie „sie sagte“ oder „er sagte“ sind häufig.:18 Die Handlung wird mehrfach von Chorsätzen unterbrochen, die dem Wald selbst eine Stimme geben. Die Librettistin bezog sich dabei nach eigener Aussage auf den Chor der antiken griechischen Tragödie und auf die alten Mythen, auf die Ovids Erzählungen zurückgehen.:7
Die Oper vereint drei unterschiedliche musikalische Sphären. Die erste ist eine traditionelle akustisch-instrumentale Ebene aus den Gesangsstimmen, dem Chor und dem Orchester, die sich im Verlauf der Metamorphose ausweitet. Die zweite Schicht ist elektro-akustisch. Sie wird von im Raum verteilten Lautsprechern erzeugt, die sich mit akustischen Klängen mischen, um als Stimme des „Waldes um uns“ eine „Kontinuität mit dem Spiel auf der Bühne“ zu erzeugen. Als drittes gibt es eine rein elektronische Ebene aus 64 kleinen Lautsprechern im Fußboden unter den Sitzen des Zuschauerraums. Sie sollen auf direkte, „intimere Weise“ ins Ohr dringen, bestehen aus „konkreten, körnigen, texturierten Klängen“, die beim IRCAM generiert und anschließend in die Partitur integriert wurden, und repräsentieren Elemente wie Erde, Wasser, Haut oder Essen.:16

## Werkgeschichte
Like Flesh ist das erste abendfüllende Bühnenwerk der 1985 in Tel Aviv geborenen israelischen Komponistin Sivan Eldar. Das Libretto verfasste die britische Dramatikerin Cordelia Lynn. Es ist von einer Episode aus Ovids Metamorphosen inspiriert, in der die Nymphe Daphne vom Gott Apollon bedrängt wird, bis sie sich in ihrer Not mit Hilfe ihres Vaters Peneios in einen Lorbeerbaum verwandelt. Die Autoren machten daraus einen von Queer- und Umweltthemen durchsetzten zeitgenössischen Mythos.:6 Lynn beabsichtigte zuerst, ein Libretto über Umweltzerstörung zu verfassen, das sie mit Hilfe der Metapher eines Liebesdreiecks zwischen einem Mann, einem Baum und einer jungen Frau vermitteln wollte. Im Laufe der Arbeit verschmolzen diese beiden zentralen Themen jedoch immer mehr, sodass sie selbst nicht mehr wusste, welches das eigentliche Thema und welches die Metapher war.:9
Das Werk wurde bereits 2021, noch vor der Premiere, mit dem Fedora-Generali-Opernpreis ausgezeichnet.
Die Uraufführung fand am 21. Januar 2022 an der Opéra de Lille statt. Es handelte sich um eine Koproduktion mit der Opéra National de Montpellier, der Opéra national de Lorraine in Nancy und dem IRCAM in Zusammenarbeit mit dem Ensemble Le Balcon und dem Opera Ballet Vlaanderen in Antwerpen Maxime Pascal leitete das Instrumental- und Elektronikensemble Le Balcon. Die elektronische Klangrealisierung übernahm Augustin Muller vom IRCAM. Inszenierung und Bühne stammten von Silvia Costa, die AI-Videos von Francesco D’Abbraccio, die Kostüme von Laura Dondoli und das Lichtdesign von Andrea Sanson. Helena Rasker sang die Partie der Frau bzw. des Baumes, William Dazeley den Förster und Juliette Allen die Studentin.

## Aufnahmen
- 27. Januar 2022 – Maxime Pascal (Dirigent), Silvia Costa (Inszenierung und Bühne), Francesco D’Abbraccio (AI-Videos), Laura Dondoli (Kostüme), Andrea Sanson (Licht), Instrumental- und Elektronikensemble Le Balcon.
 Helena Rasker (Frau/Baum), William Dazeley (Förster), Juliette Allen (Studentin).
 Video; live aus der Opéra de Lille.
 Videostream bei Operavision.[2]